# Teófilo Borunda
Teófilo Roberto Borunda Ortiz (Satevó, Chihuahua; 4 de febrero de 1912 - Ciudad Juárez, Chihuahua; 18 de marzo de 2001) fue un político mexicano, miembro del Partido Revolucionario Institucional, fue gobernador de Chihuahua de 1956 a 1962, senador y diputado federal.

## Biografía
El primer cargo público al que fue elegido fue el de regidor del Ayuntamiento de Ciudad Juárez, de 1940 a 1941 fue presidente municipal de Ciudad Juárez, al término de su gestión fue el fundador de la Confederación Nacional de Organizaciones Populares (CNOP) del PRI en Ciudad Juárez, diputado federal a la XXXIX Legislatura de 1943 a 1946, ese mismo año fue designado secretario general del PRI que presidía Rodolfo Sánchez Taboada y luego nuevamente diputado federal a la XLI Legislatura de 1949 a 1952 y en 1952 es elegido  senador por Chihuahua para el periodo que terminó en 1958, en este periodo fue presidente del Senado.
Antes de concluir su periodo, en 1956 fue postulado y elegido Gobernador de Chihuahua. Ejerció el cargo hasta 1962; durante su gobierno fue terminado el ferrocarril Chihuahua al Pacífico y se llevó a cabo la canalización del Río Chuvíscar en el tramo que atraviesa la ciudad de Chihuahua. Fue Conocido como el Ciclón de Chihuahua ya que se inició en la política a muy corta edad. Una de sus obras más destacadas durante su gestión como gobernador fue el Plan Chihuahua. Fue también conocido como el gobernador educador.
Al terminar su periodo fue nombrado Gerente de la COVE y posteriormente Embajador de México en Argentina.